# Växjö
Växjö (phát âm tiếng Thụy Điển: [²vɛkːɧœ]) là một thành phố Thụy Điển. Thành phố thuộc thủ phủ đô thị Växjö và của hạt Kronoberg. Thành phố có diện tích km2, dân số là 55.600 người theo điều tra năm 2005 của Cục thống kê Thụy Điển, dân số năm 2010 là 64.200 người so với dân số 83.000 của khu tự quản Växjö. Đây là thành phố lớn thứ 20 của Thụy Điển. Thành phố có đại học Linneaus.